# 纤稈珍珠茅
纤稈珍珠茅（学名：Scleria pergracilis）为莎草科珍珠茅属下的一个种。

## 扩展阅读
- 維基物種上的相關：纤稈珍珠茅